# Terracotta invetriata
La terracotta invetriata ( Terrecotte invetriate au pluriel ) désigne la terracotta italienne, une  céramique vernissée ou émaillée, typique des artistes de la  Renaissance de l'atelier Della Robbia.
Sa teinte originelle terracotta laisse la place aux couleurs cuites très vives de la céramique du style de cet atelier dit alla robbiana (limitée souvent aux teintes principales bleue et blanche).

## Histoire
Elle a servi à réaliser des bas-reliefs  colorés, en particulier et presque exclusivement par l'atelier  des Della Robbia, famille d'artistes italiens de la Renaissance. 
La technique des Della Robbia consistait à recouvrir une terre modelée (terracotta) d’une poudre d’émail après une première cuisson,  puis vitrifiée par une seconde. Un blanc opaque à base de plomb est d'abord utilisé  par Luca della Robbia pour se rapprocher de  la blancheur du marbre de Carrare poli  auquel elle veut se substituer. Andrea della Robbia complète les fonds par du bleu de lapis-lazuli. Les paysages et les arguments allégoriques sont traduits par quelques éléments végétaux émaillés en vert. Le jaune  de cadmium et le  violet de manganèse imitent le porphyre. Les rouges ou les rehauts d’or sont posés à froid après la cuisson mais, très fragiles, ils ont  souvent disparu. La carnation a été laissée quelquefois traduite par  la terre cuite rose ocré et mat pour faire contraste avec les drapés.
Leur style s'affirme dans le temps, et devient leur standard à partir d'Andrea della Robbia qui le pousse à son paroxysme : les personnages sont tous d'un blanc lisse et brillant (visages et drapés), le fond est bleu uni, la polychromie réaliste s'affirme dans les guirlandes fruitières allégoriques entourant le retable.

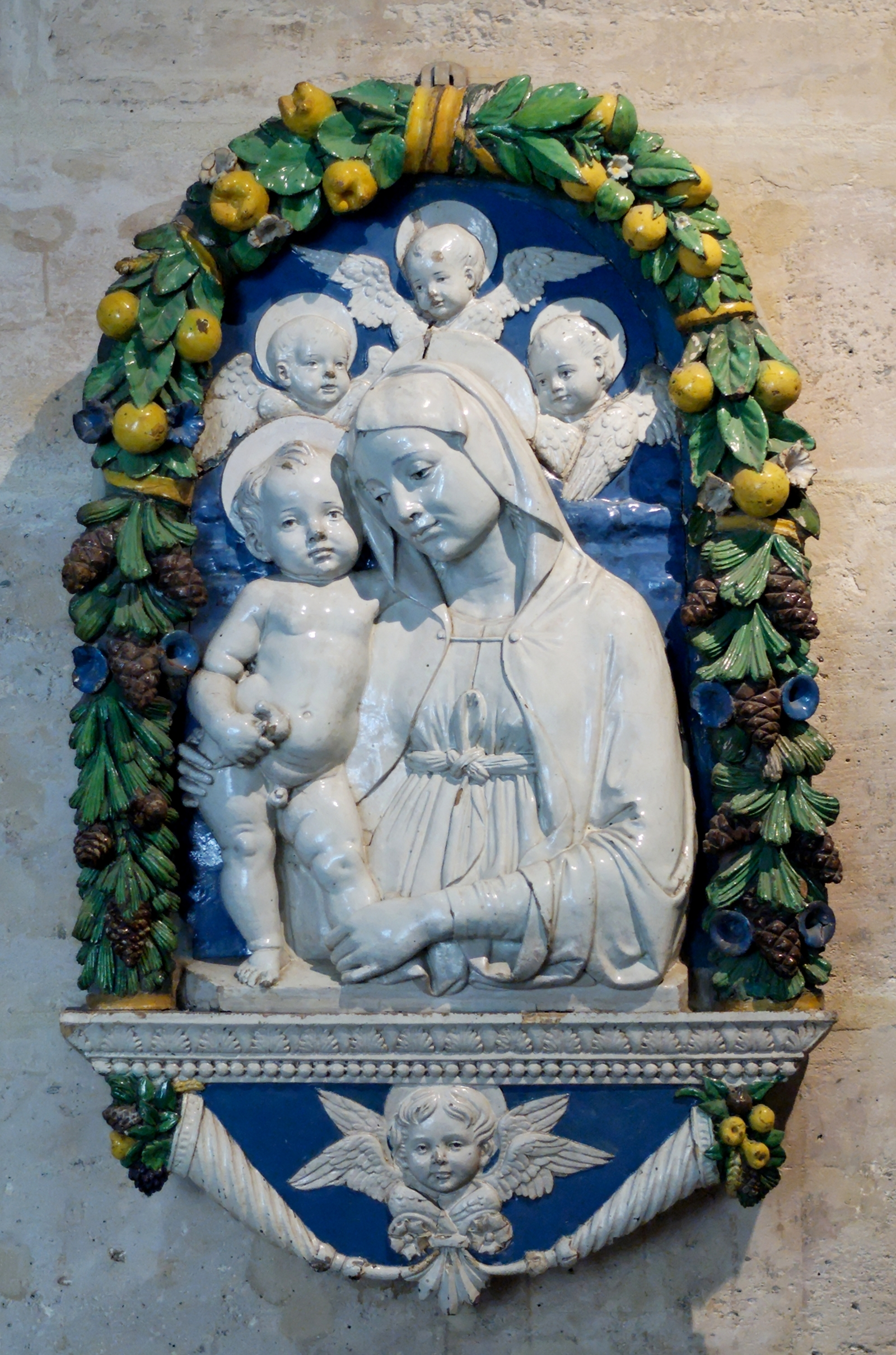
Madone aux chérubins d'Andrea della Robbia, musée du Louvre.
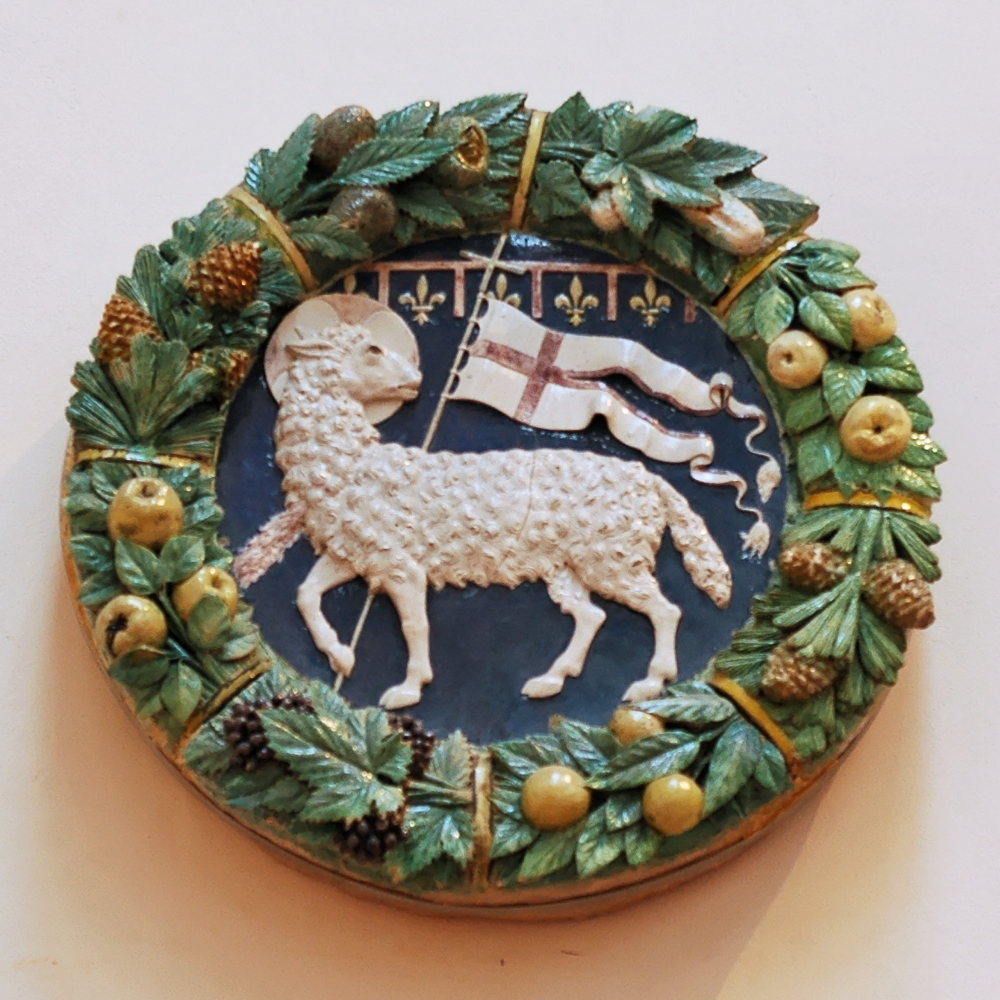
Médaillon pour l'Arte della Lana de Florence.
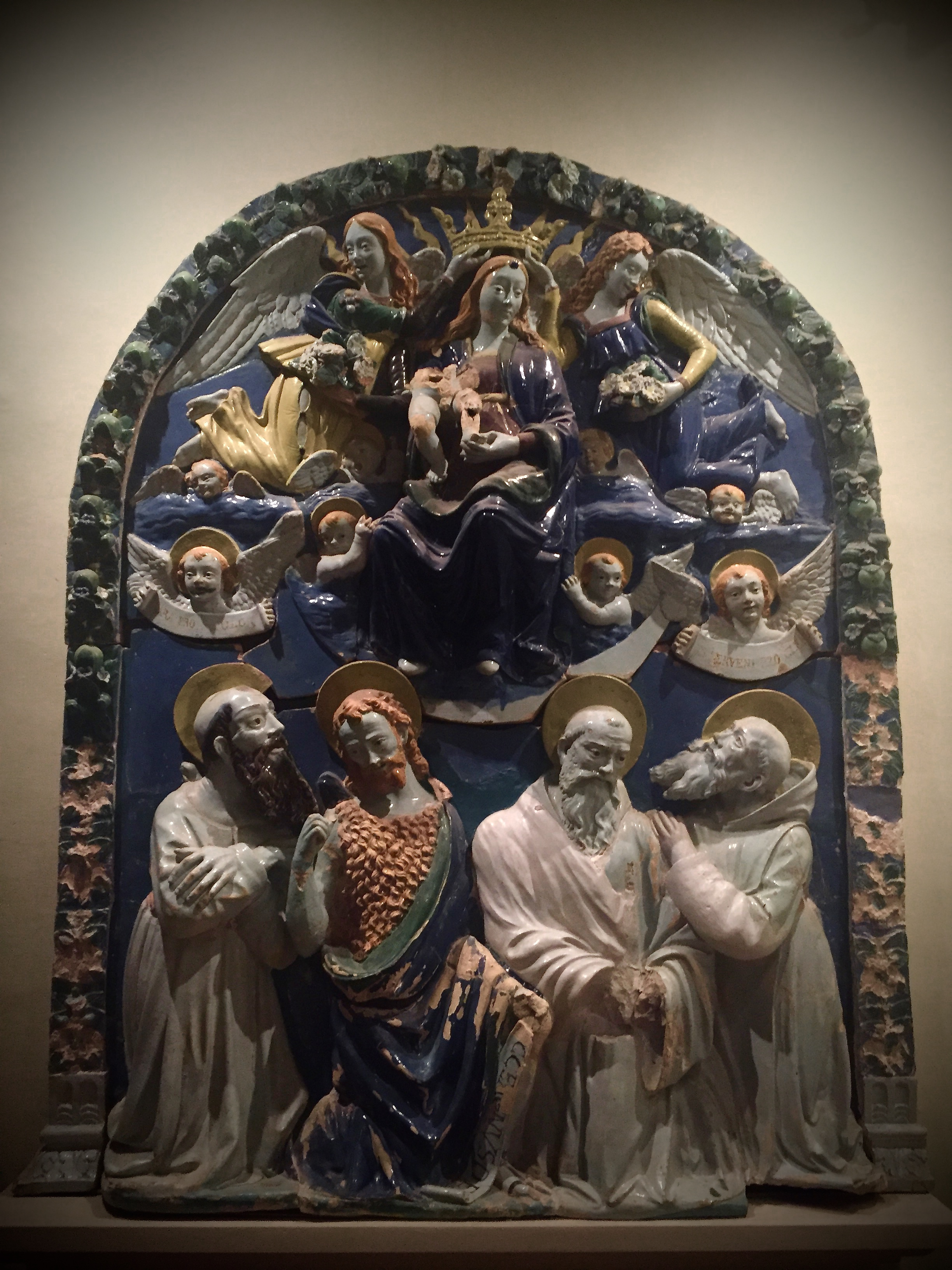
Très grande Terracotta invetriata datant de 1516 réalisée par Pietro Paolo Agabiti, Palazzo Pianetti de Jesi dans les Marches.
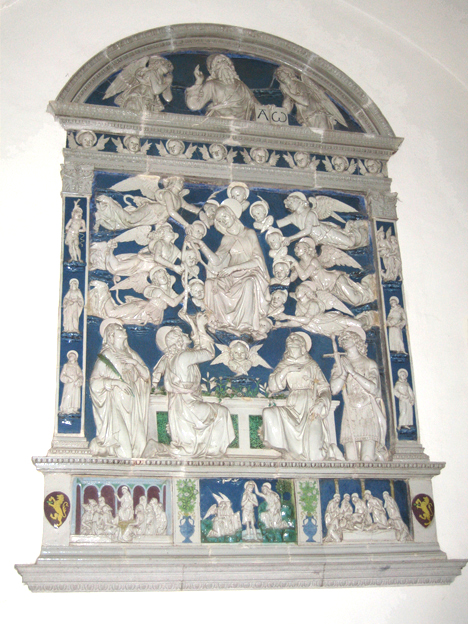
La Vierge de la Ceinture, Pieve delle Sante Flora e Lucilla de Santa Fiora
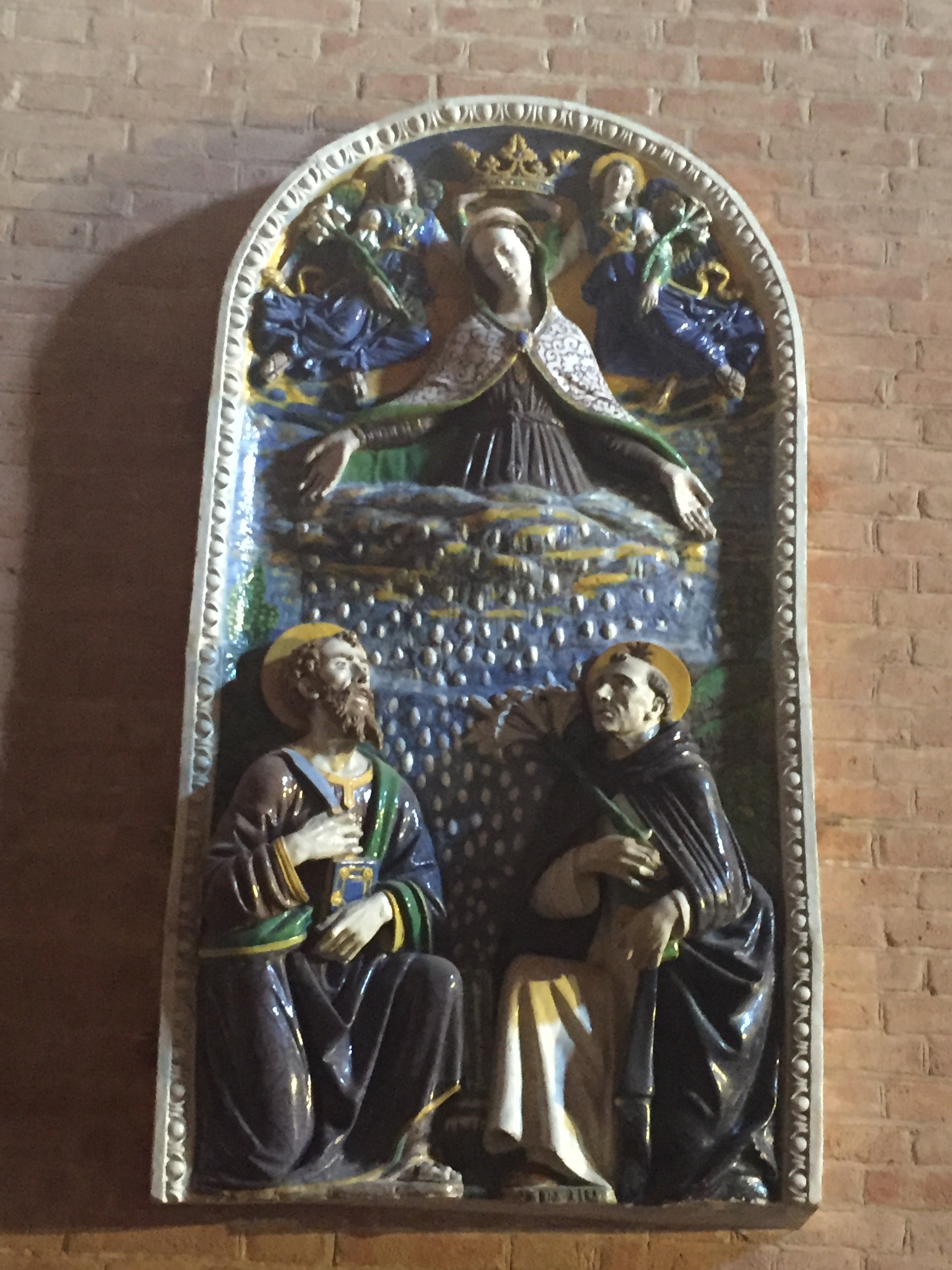
Terracotta invetriata de 1520. Madone de la Neige entre saint Bartolomeo et saint Dominique. Anonyme. Volterra.
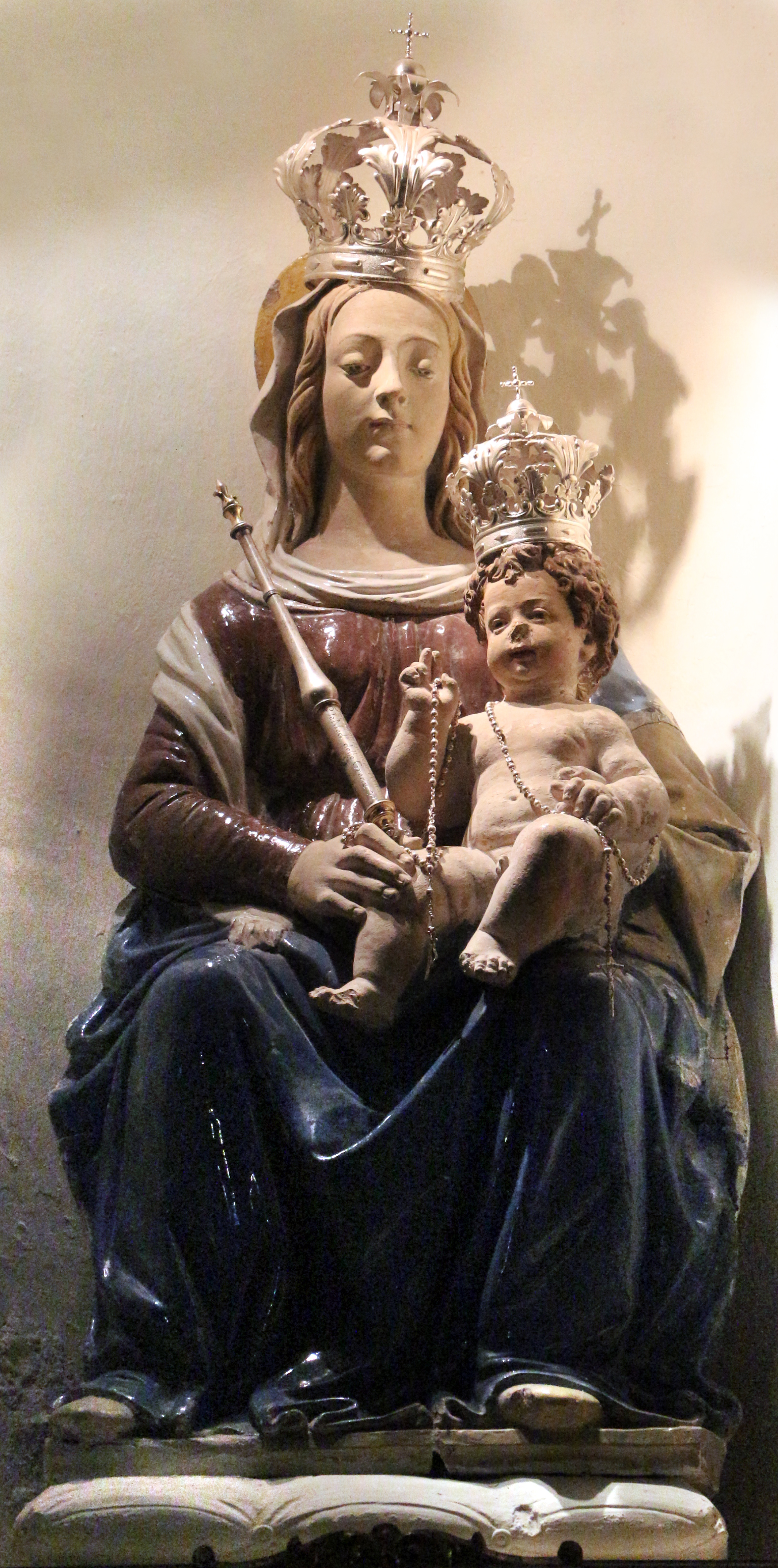
Madone à l’Enfant de la Bottega de Benedetto Buglioni, 1500-1550. Massa e Cozzile.
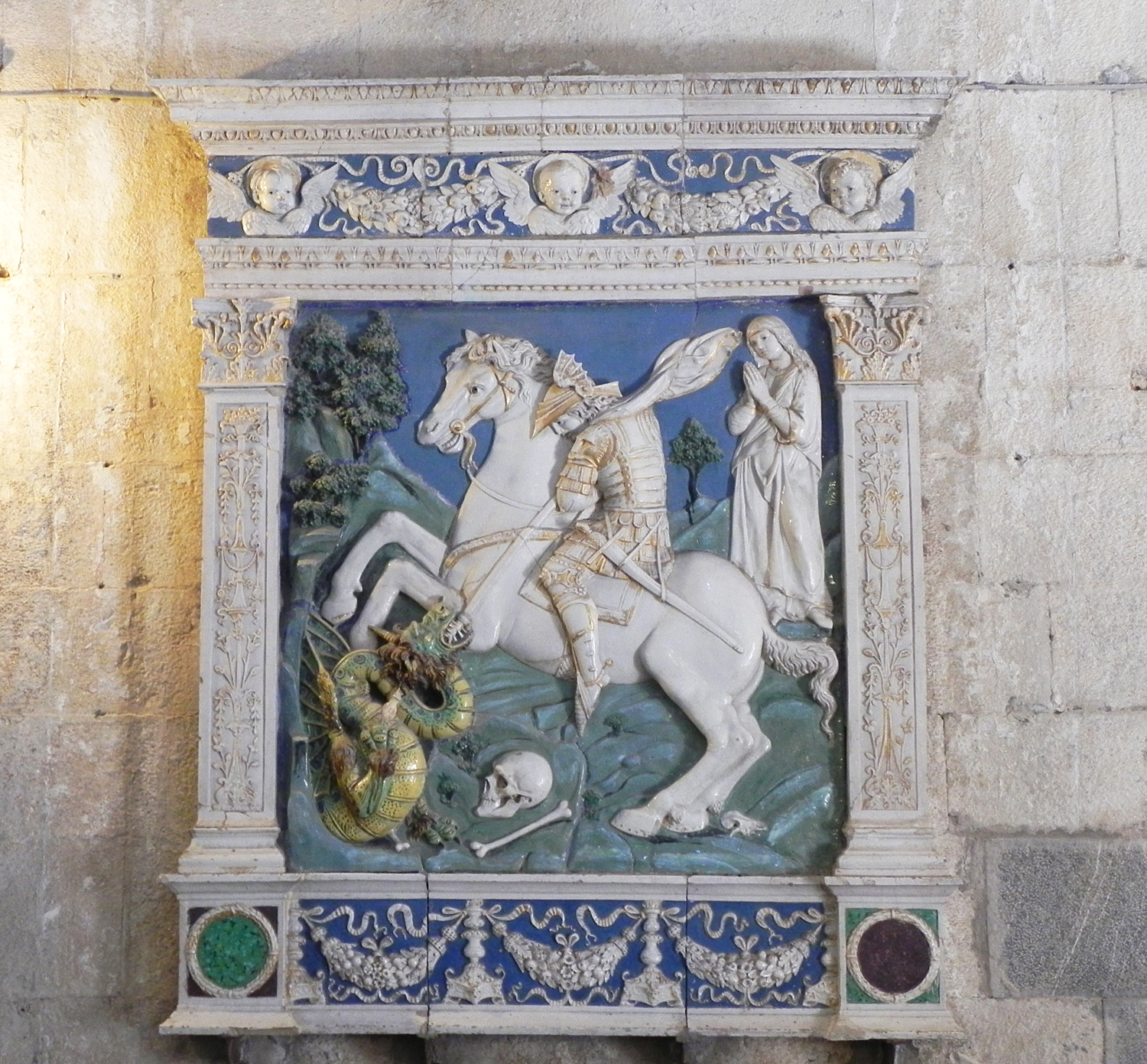
Saint Georges et le Dragon d’Andrea della Robbia
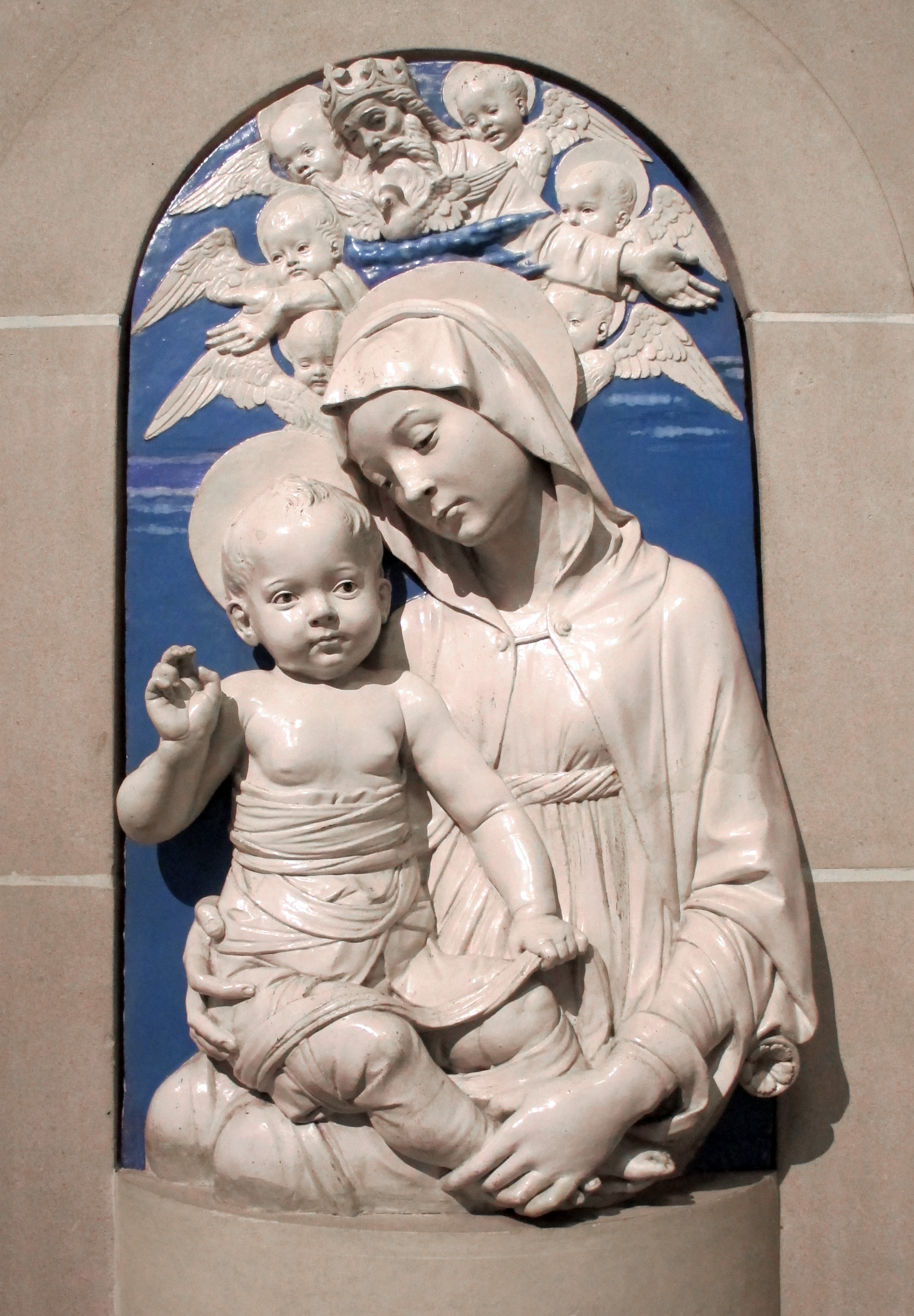
Madone à l’Enfant, 1470-1475 d’Andrea della Robbia

Leurs œuvres  se trouvent  encore en Toscane, outre dans les grands monuments connus, dans certains édifices religieux de Pieve delle Sante Flora e Lucilla à Santa Fiora, dans les églises San Pietro et Santa Agata à Radicofani, porche d'entrée de l'abbaye territoriale Santa Maria de Monte Oliveto Maggiore. Une concentration particulièrement importante d’œuvres se trouve sur le site franciscain de Chiusi della Verna.
Santi Buglioni ayant repris dans des circonstances douteuses (Vasari) cette fabrication après le départ de Luca della Robbia le Jeune en 1529 pour la France, leur très spéciale terracotta invetriata disparut. 
Le terme désignera ensuite de pâles imitations de leur art.

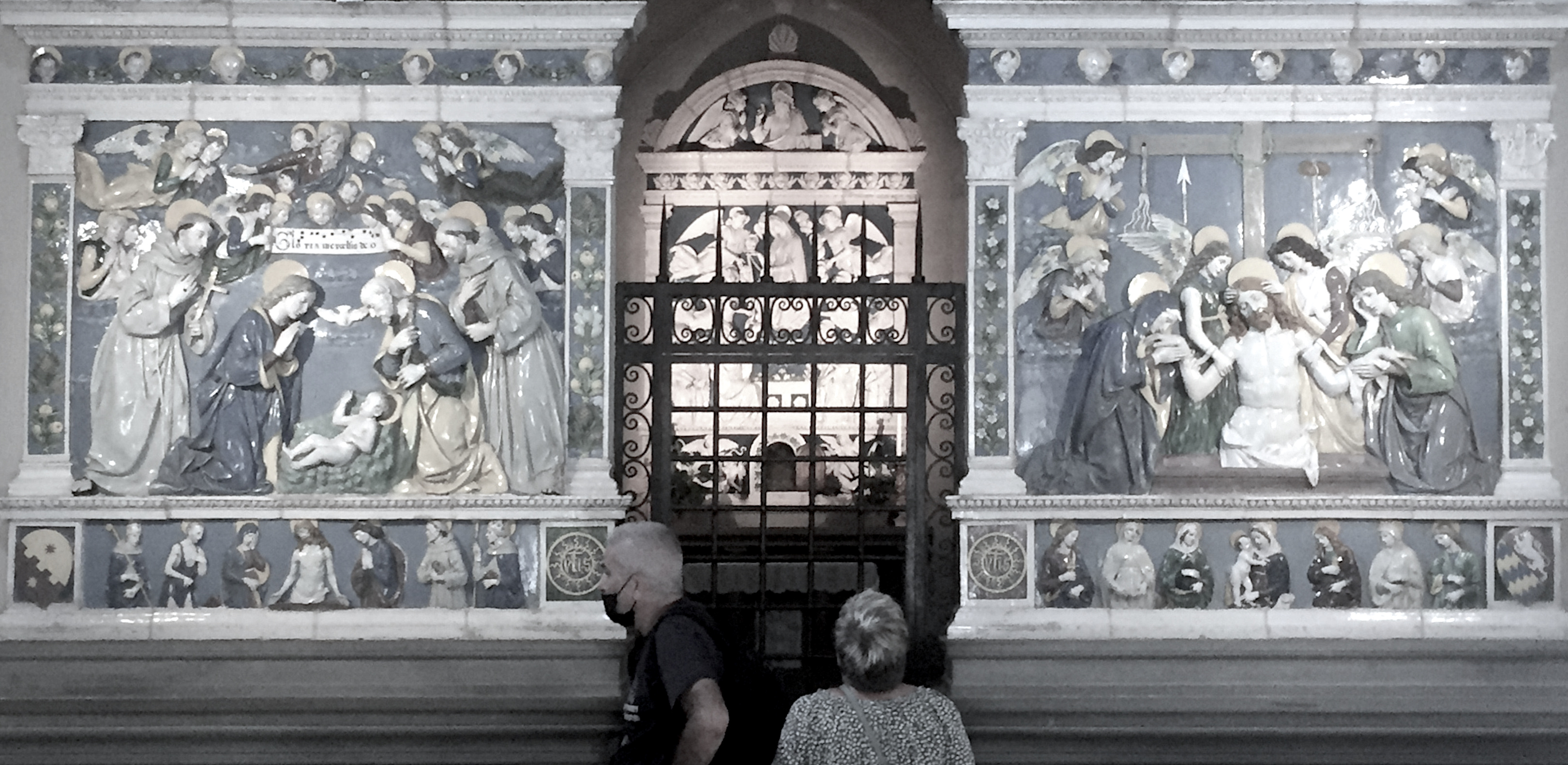
Terrecotte invetriate de Chiusi della Verna dans la Province d’Arezzo en Toscane
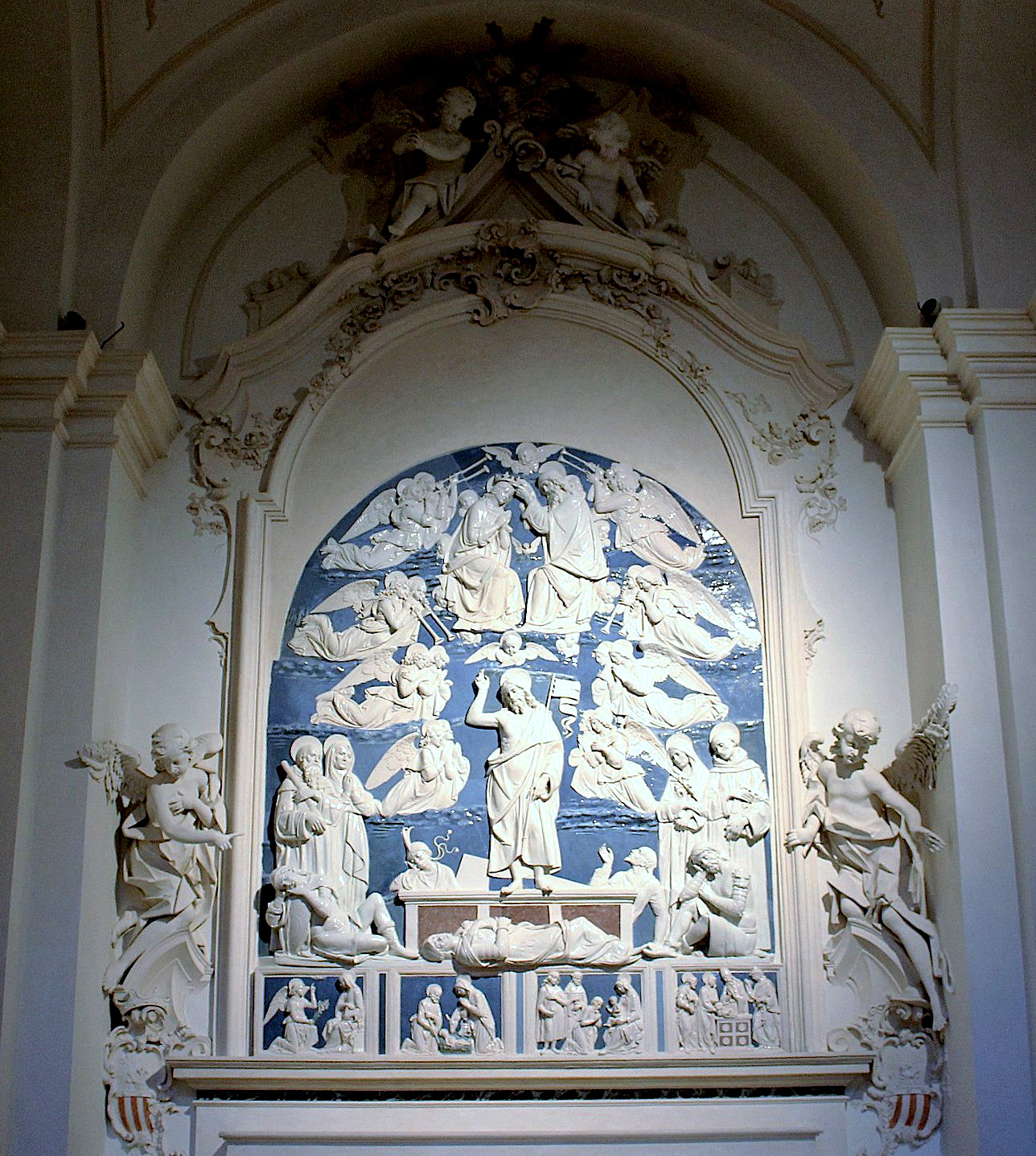
Terracotta de Della Robbia en la chapelle Oliva Vetusti de la basilique San Bernardino à L'Aquila